# Naoya Kondō
Naoya Kondō (jap. 近藤直也 Kondō Naoya; ur. 3 października 1983) – japoński piłkarz, reprezentant kraju. Obecnie występuje w JEF United Chiba.

## Kariera klubowa
Od 2002 roku występował w klubach Kashiwa Reysol, JEF United Chiba.

## Kariera reprezentacyjna
W reprezentacji Japonii Naoya Kondō zadebiutował 24 lutego 2012 roku.

## Statystyki
| Reprezentacja Japonii | Reprezentacja Japonii | Reprezentacja Japonii |
| Rok                   | Mecze                 | Gole                  |
| --------------------- | --------------------- | --------------------- |
| 2012                  | 1                     | 0                     |
| Razem                 | 1                     | 0                     |